# Bernd Kollmann (Theologe)
Bernd Kollmann (* 16. April 1959 in Bebra) ist ein deutscher evangelischer Theologe und seit 2000 Professor für Exegese und Theologie des Neuen Testaments im Fach Evangelische Theologie an der Universität Siegen.

## Leben
Bernd Kollmann wuchs in Braunhausen, einem Stadtteil von Bebra, auf. Nach dem Abitur an der Jakob-Grimm-Schule Rotenburg an der Fulda studierte er von 1978 bis 1984 Evangelische Theologie an den Universitäten Marburg und Göttingen. Von 1986 bis 1990 war er wissenschaftlicher Mitarbeiter von Hartmut Stegemann an der Göttinger Theologischen Fakultät, Fachgebiet Neues Testament und Antikes Judentum. Im Jahre 1990 wurde er mit einer Arbeit über „Ursprung und Gestalten der frühchristlichen Mahlfeier“ promoviert. Danach war er Stipendiat der Fritz Thyssen Stiftung und arbeitete von 1992 bis 1993 als Visiting Scholar an der University of Chicago. Von 1994 bis 1996 war er Vikar der Evangelisch-lutherischen Landeskirche Hannovers in der Paulus-Gemeinde in Wolfsburg und im Predigerseminar Hildesheim. Nach der Habilitation 1995 und dem zweiten kirchlichen Examen hatte er Vertretungsprofessuren in Aachen und Siegen inne und wurde 2000 zum Universitätsprofessor für Exegese und Theologie des Neuen Testamentes an der Universität Siegen ernannt.
Bernd Kollmann ist mit Christine Wyatt verheiratet und Vater dreier Kinder.

## Forschung
Bernd Kollmann beschäftigt sich unter anderem mit Jesusmythen, der Bergpredigt, der neutestamentlichen Zeitgeschichte sowie mit Wundern in Antike und Christentum. Ein weiterer Forschungsschwerpunkt liegt bei Alexander Monachus. Neben einer Vielzahl von Aufsätzen in Fachzeitschriften und von Lexikonartikeln (u. a. für dtv und Reclam) liegen von ihm mehr als zehn Monographien oder Sammelbände vor, mehrere davon auch in fremdsprachigen Ausgaben. Seine bekanntesten Werke sind das mittlerweile in dritter Auflage erschienene und auch ins Italienische übersetzte Buch Neutestamentliche Wundergeschichten und das auch auf Niederländisch und Spanisch vorliegende Buch Die Jesusmythen. Sensationen und Legenden.
Seine Ansichten zum Judasevangelium reihen sich in großen Teilen in die moderne Fachwelt ein. So nennt Kollmann u. a. den Tübinger Germanisten Walter Jens, der in seinem Buch Der Fall Judas sogar eine Seligsprechung des Judas fordert. Auch gibt er wieder, dass Teile der Fachwelt meinen, dass ohne Judas der Heilsplan Jesus nicht erfüllbar gewesen wäre und somit der Plan Jesu nicht aufgegangen wäre.
Zu den in seinem Buch genannten Mythen zählt die Stellung Jesu. Es gebe offenbar eine Parallele zum Markusevangelium und dem als apokryph geltenden Judasevangelium.
Er erörtert, ob das Mosaische Gesetz volle Gültigkeit besitzt. Auch die kanonischen Evangelien (Mk 12,30f ) brächten zum Ausdruck, dass Jesus die alten Gesetze den neuen Offenbarungen insoweit unterordne, als das Doppelgebot der Gottes- und Nächstenliebe erfüllt sein müsse.

## Mitgliedschaften
Kollmann ist Mitglied der Studiorum Novi Testamenti Societas (SNTS).

## Schriften
- Ursprung und Gestalten der frühchristlichen Mahlfeier (= Göttinger theologische Arbeiten 43). Vandenhoeck & Ruprecht, Göttingen 1990, ISBN 3-525-87397-2 (= Dissertation).
- Jerusalem. Geschichte der Heiligen Stadt im Zeitalter Jesu, Darmstadt: Primus-Verlag 2013, ISBN 978-3-86312-059-7.
- Neutestamentliche Wundergeschichten. Biblisch-theologische Zugänge und Impulse für die Praxis, Urban TB 477, Stuttgart: Kohlhammer Verlag 3. Aufl. 2011 (= Storie di miracoli nel Nuovo Testamento, Brescia: Editrice Quereniana 2005).
- Einführung in die Neutestamentliche Zeitgeschichte. Wissenschaftliche Buchgesellschaft, Darmstadt 3. Aufl. 2014, ISBN 978-3-534-26319-6.
- mit Detlef Dieckmann: Das Buch zur Bibel., Gütersloh: Gütersloher Verlagshaus 2010, ISBN 978-3-579-08047-5.
- Das Grabtuch von Turin – ein Porträt Jesu? Mythen und Fakten, Freiburg i. Br.: Herder Verlag, 2010, ISBN 978-3-451-06216-2.
- Die Jesus-Mythen. Sensationen und Legenden, Freiburg i. Br.: Herder Verlag, 2. Aufl. 2009, ISBN 978-3-451-32198-6 (= Het Jezus Mysterie. Op Zoek naar de Waarheid, Kampen: Kok 2010; Los mitos de Jesús. Sensacionalismo y leyenda, Bogota: Sociedad San Pablo 2011).
- Joseph Barnabas. Leben und Wirkungsgeschichte (= Stuttgarter Bibelstudien 175). Stuttgart: Katholisches Bibelwerk 1998 (englisch: Joseph Barnabas – His Life and Legacy, Collegeville/Minnesota: Liturgical Press, 2004).
- Neues Testament kompakt. Kohlhammer, Stuttgart 2014.
- mit Michael Bachmann (Hrsg.): Umstrittener Galaterbrief. Neukirchener Verlagsgesellschaft, Neukirchen-Vluyn 2010, ISBN 978-3-7887-2383-5.
- mit Werner Deuse: Alexander Monachus: Laudatio Barnabae. Griechisch-Deutsch. Brepols, Turnhout 2007, ISBN 978-2-503-52561-7.
- mit Werner Deuse: Die Schrift des Alexander Monachus über die Kreuzauffindung („De inventione sanctae crucis“). Einleitung, Übersetzung und Kommentar. Steiner, Stuttgart 2022, ISBN 3-515-13241-4.